# بروکلین نه-نه
بروکلین نُه-نُه (به انگلیسی: Brooklyn Nine-Nine) یک سریال تلویزیونی سیتکام و جنایی است که در شبکه فاکس پخش می‌شد. داستان سریال در مکان تخیلی پاسگاه نود و نهم پلیس نیویورک در بروکلین است. سریال دربارهٔ گروهی از کارگاهان و کاپیتان آنها، که تازه به این بخش منتقل شده، است. قسمت اول این سریال در ۱۷ سپتامبر ۲۰۱۳ بر روی آنتن رفت و و به‌طور میانگین ۶٫۷ میلیون بیننده داشت.
این سریال برنده دو جایزه گلدن گلوب در سال ۲۰۱۴ شد، یکی در بخش بهترین سریال کمدی و دیگری در بخش بهترین بازیگر سریال کمدی-موزیکال که اندی سمبرگ برنده آن شد. فصل پنجم این سریال در ۲۰ مه ۲۰۱۸ به پایان رسید. این سریال توسط کمپانی فاکس بعد از ۵ فصل کنسل شد اما شبکه NBC حق پخش سریال را خریداری کرد و آن را تا فصل هشتم تمدید کرد. فصل هفتم و هشتم این سریال به دلیل اعتراضات علیه قتل جورج فلوید کوتاه‌تر از سایر فصل‌های سریال است. در ۱۷ سپتامبر ۲۰۲۱ با پخش قسمت دهم از فصل هشتم، این سریال به پایان رسید.

## بازیگران و شخصیت‌ها

### بازیگران اصلی
- اندی سمبرگ در نقش کاراگاه جیکوب «جیک» پرالتا که یک کارگاه با استعداد ولی با اخلاقی بچگانه است. در طول سریال مشخص می‌شود که پدرش او و مادرش را ترک کرده‌است.[۴] جیک پرالتا شخصیتی شوخ دارد و همیشه همکارانش را در هنگام کار مسخره می‌کند به خصوص همکارش کارگاه سانتیاگو که بعدها معلوم می‌شود که جیک به او علاقه‌مند است. با وجود شوخ‌طبعی و بازیگوشی پرالتا، او بیشترین دستگیری را در بخش دارد. بی‌توجهی به قوانین و رفتار نادرست پی در پی او در کارها باعث سرزنش شدن او از طرف فرمانده اش، کاپیتان هولت، می‌شود، اگرچه این دو در نهایت برای کار یکدیگر احترام قائلند. در سریال نشانه‌هایی است که او نیمه یهودی است.
- آندره بروگر در نقش کاپیتان ریموند «ری» هولت، رئیس سختگیر جدید بخش نود و نهم پلیس نیویورک. او به خاطر اخلاق و حرف زدن سرد و ربات گونه اش شناخته می‌شود، با وجود این‌ها او نشان داده‌است که بسیار حامی افرادش است. این اخلاق زمانی که می‌خواست به جفردز در مورد استرس داشتن در کارها میدانی کمک کند، مشخص شد. او همچنین جینا را مجبور کرد تا منشی خصوصی وی شود چون به استعدادهای پنهان جینا باور داشت. بخش نود و نهم اولین تجربه فرمادهی ری است بااینکه او سال‌های زیادی را به خوبی در پلیس خدمت کرده‌ است. چیزی که باعث شده در حق او کم لطفی شود همجنس‌گرا بودن اوست، که او به همین دلیل از سال ۱۹۸۷ سرپرستی گروهی از افراد آفریقایی-آمریکایی و همجنسگرای پلیس نیویورک را بر عهده داشته و خودش این گروه را ساخته است. او با کوین کازنر رئیس دپارتمان سنتی دانشگاه کلمبیا ازدواج کرده است.
- ملیسا فومرو در نقش کاراگاه امی سانتیاگو، همکار کوبایی-آمریکایی منظم، پیش آموز و پیرو قانون جیک.[۴] او دائماً در حال خودشیرینی در مقابل کاپیتان هولت است. او به دلیل داشتن هفت برادر رو حیه‌ای رقابتی دارد. امی طبق کتاب کار می‌کند و همیشه به خاطر بچه بازی‌های جیک خشمگین می‌شود به خصوص به خاطر شرطی که برای بیشترین دستگیری به جیک باخت. امی در مواقعی که استرس دارد به‌طور پنهانی سیگار می‌کشد و به شدت به سگ‌ها حساسیت دارد. او تا قسمت آخر فصل اول از علاقه جیک به خودش خبر نداشت.
- تری کروس در نقش گروهبان ترنس «تری» جفردز، رئیس گروه کاراگاهان. او یک بدنساز مشتاق است که خودش را وقف خانواده اش کرده و به خاطر امکان بی پدر شدن فرزندانش از خطر کارهای پلیسی می‌ترسد. به دنبال یک حمله عصبی که قبل از داستان سریال رخ داده تری از کارهای میدانی کناره‌گیری کرده‌است. اما بعد از آن با احتیاط بازگشت. او بسیار قدرتمند، مستعد ابتلا به هیجان عصبی است و معمولاً به خودش به عنوان سوم شخص اشاره می‌کند. اما او یک رهبر کارامد برای گروه کاراگاهان است که به افرادش اهمیت می‌دهد. در قسمت اول مشخص می‌شود که او قبل از وسواسش به بدنسازی بسیار اضافه وزن داشته‌است. او مقدار زیادی غذای سالم مخصوصاً ماست و مرغ می‌خورد تا اندامش را حفظ کند. برادر زن تری او را به عنوان فردی ضغیف و نازک‌نارنجی مسخره می‌کند اما وقتی از کاپیتان هولت می‌شنود که تری تعداد زیادی از افراد مافیای روسی را دستگیر کرده‌است (احتمالا تخیلی) تحت تأثیر قرار می‌گیرد.
- جو لو ترالیو در نقش کاراگاه چارلز بویل، یک کاراگاه دست و پا چلفتی ولی راستگو و سخت کوش است که به کاراگاه دیاز علاقه دارد.[۴] او از زنش طلاق گرفته‌است و از زنش نفقه می‌گیرد. او همچنین علاقه زیادی به غذا دارد و ایمیل هفتگی رده‌بندی پیتزاهای بروکلین را دریافت می‌کند و معمولاً غذاهای عجیب خارجی به محل کارش می‌آورد که باعث منزجر شدن همکارانش می‌شود. علاقه زیادی به جیک دارد و این دو بهترین دوستان یکدیگر نیز هستند. او به خاطر نجات دادن جان کاراگاه روزا دیاز مدال شجاعت دریافت کرد. او در فصل اول با یک استاد دانشگاه نامزد کرد اما از او جدا شد چون بویل نمی‌توانست شغلش را رها کند و با نامزدش به اتاوا برود.
- استفانی بیاتریز در نقش کاراگاه رُزا دیاز که شخصی باهوش، خشن و مرموز است. او در یک مدرسه مذهبی درس خوانده و سپس رقص باله را یادگرفته‌است. او هم کلاسی جیک در دانشکده پلیسی بود.[۴] اگرچه دیاز یک عضو وفادار و مؤثر در گروه است اما مشکل او در کنترل کردن عصبانیتش همکارانش را می‌ترساند. او به شدت زندگی خصوصی اش را پنهان می‌کند. او در بیشتر فصل یک از بویل به دلیل علاقه اش به او، گریزان بود اما وقتی بویل با کس دیگری در ارتباط بود رزا از او حمایت می‌کرد. در فصل دوم به بردارزاده کاپیتان هولت علاقه‌مند شده و باهم دوست شدند.